# Championnat d'Autriche de football de deuxième division
Le Championnat d'Autriche de football de deuxième division, appelé 2. Liga (ou Admiral 2. Liga pour des raisons de sponsoring avec Admiral Sportwetten), est la deuxième division du championnat de football professionnel en Autriche.
Chaque année, le vainqueur de la compétition est promu en Bundesliga, tandis que les trois derniers clubs sont relégués dans l'une des trois ligues régionales.

## Format
Depuis la saison 2018-2019, le championnat se joue avec 16 équipes qui se rencontrent chacune deux fois en match aller et retour, soit 30 rencontres au total. Le champion est promu en Bundesliga et remplacé par une équipe reléguée. Les trois derniers sont relégués dans une de trois Regionalliga et remplacés par les trois champions de troisième division, auparavant un seul champion d'une troisième division était promu directement, les deux autres disputaient un match de barrage pour déterminer le deuxième promu.

## Noms de la deuxième division
Depuis l'instauration d'une poule unique la deuxième division eut plusieurs appellations :
- 1974/75 : Nationalliga
- 1975/76 : 2. Division
- 1993/94 : 2. Division der Bundesliga
- 1998/99 : Erste Division
- 2002/03 : Red Zac-Erste Liga
- 2008/09 : ADEG Erste Liga
- 2010/11 : Heute für Morgen Erste Liga
- 2014/15 : Sky Go Erste Liga
- 2018/19 : 2. Liga

## Palmarès
- 1975 : Grazer AK
- 1976 : First Vienna FC
- 1977 : Wiener Sport-Club
- 1978 : SV Austria Salzbourg
- 1979 : LASK Linz
- 1980 : SC Eisenstadt
- 1981 : SSW Innsbruck
- 1982 : FC Kärnten
- 1983 : SV St. Veit an der Glan
- 1984 : SV Spittal an der Drau
- 1985 : Salzburger AK 1914
- 1986 : First Vienna FC
- 1987 : VfB Mödling
- 1988 : VSE St. Pölten
- 1989 : SV Austria Salzbourg
- 1990 : DSV Leoben
- 1991 : SK VÖEST Linz
- 1992 : VfB Mödling
- 1993 : Grazer AK
- 1994 : LASK Linz
- 1995 : Grazer AK
- 1996 : SK VÖEST Linz
- 1997 : Austria Lustenau
- 1998 : SK Vorwärts Steyr
- 1999 : SC Schwarz-Weiß Bregenz
- 2000 : Admira
- 2001 : FC Kärnten
- 2002 : SV Pasching
- 2003 : SV Mattersburg
- 2004 : FC Wacker Tirol
- 2005 : SV Ried
- 2006 : SC Rheindorf Altach
- 2007 : LASK Linz
- 2008 : Kapfenberger SV
- 2009 : SC Magna Wiener Neustadt
- 2010 : FC Wacker Innsbruck
- 2011 : FC Admira Wacker Mödling
- 2012 : Wolfsberger AC
- 2013 : SV Grödig
- 2014 : SC Rheindorf Altach
- 2015 : SV Mattersburg
- 2016 : SKN Sankt Pölten
- 2017 : LASK Linz
- 2018 : FC Wacker Innsbruck
- 2019 : WSG Wattens
- 2020 : SV Ried
- 2021 : FC Blau-Weiß Linz
- 2022 : SC Austria Lustenau
- 2023 : FC Blau-Weiß Linz
- 2024 : Grazer AK
- 2025 : SV Ried

## Champions
| Club                            | Vainqueurs | Saison                                      |
| ------------------------------- | ---------- | ------------------------------------------- |
| LASK Linz                       | 5          | 1978–79, 1991–92, 1993–94, 2006–07, 2016–17 |
| Grazer AK                       | 4          | 1974–75, 1992–93, 1994–95, 2023–24          |
| FC Wacker Innsbruck             | 3          | 2003–04, 2009–10, 2017–18                   |
| SV Ried                         | 3          | 2004–05, 2019–20, 2024–25                   |
| Wiener Sport-Club               | 2          | 1976–77, 1985–86                            |
| Austria Salzbourg               | 2          | 1977–78, 1986–87                            |
| Kremser SC                      | 2          | 1987–88, 1988–89                            |
| SV Spittal/Drau                 | 2          | 1983–84, 1989–90                            |
| Austria Klagenfurt / FC Kärnten | 2          | 1981–82, 2000–01                            |
| FC Admira Wacker Mödling        | 2          | 1999–00, 2010–11                            |
| SC Rheindorf Altach             | 2          | 2005–06, 2013–14                            |
| SV Mattersburg                  | 2          | 2002–03, 2014–15                            |
| SC Austria Lustenau             | 2          | 1996–97, 2021–22                            |
| FC Blau-Weiß Linz               | 2          | 2020–21, 2022–23                            |
| First Vienna                    | 1          | 1975–76                                     |
| SC Eisenstadt                   | 1          | 1979–80                                     |
| FC Wacker Innsbruck             | 1          | 1980–81                                     |
| SV Sankt Veit                   | 1          | 1982–83                                     |
| Salzburger AK 1914              | 1          | 1984–85                                     |
| VfB Mödling                     | 1          | 1990–91                                     |
| FC Linz                         | 1          | 1995–96                                     |
| SK Vorwärts Steyr               | 1          | 1997–98                                     |
| Schwarz-Weiß Bregenz            | 1          | 1998–99                                     |
| ASKÖ Pasching                   | 1          | 2001–02                                     |
| Kapfenberger SV                 | 1          | 2007–08                                     |
| SC Wiener Neustadt              | 1          | 2008–09                                     |
| WAC                             | 1          | 2011–12                                     |
| Grödig                          | 1          | 2012–13                                     |
| SKN Sankt Pölten                | 1          | 2015–16                                     |
| WSG Tirol                       | 1          | 2018–19                                     |